# Colonia argentina en el estrecho de Magallanes

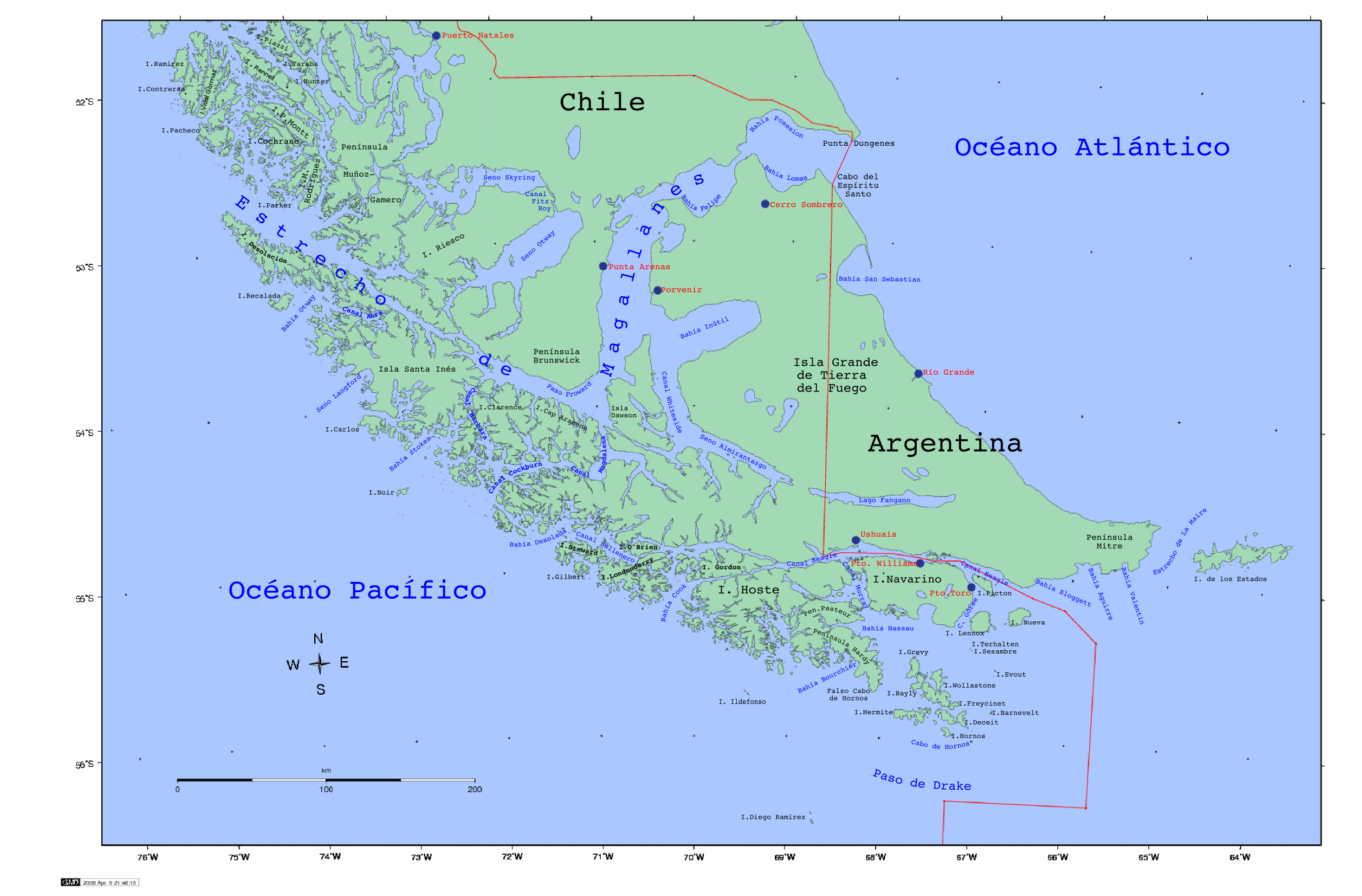
Jurisdicciones políticas actuales en la zona del Estrecho de Magallanes.

Una colonia argentina en el estrecho de Magallanes, conocida como Colonia Argentina de San Gregorio, Comisión exploradora de la Patagonia, o Colonia indígena “La Argentina”, fue desarrollada vestigialmente por el gobierno argentino de la segunda mitad del siglo XIX con la intención de poblar un punto de la margen septentrional del citado canal interoceánico austral, dentro del sector que reclamaba como propio —específicamente en la ribera de la bahía San Gregorio—, como modo de equilibrar la fuerte presencia chilena en la zona, que tenía su base en la pujante colonia de Punta Arenas.
Luego de haber sido conformada dicha colonia argentina únicamente por intermedio de una tribu de aborígenes tehuelches—, el gobierno de Buenos Aires tuvo que desistir de continuar el proyecto de fortificarla y poblarla militarmente, incluso con su despoblamiento (con el traslado de los nativos a la isla Pavón), con el objetivo de “enfriar” la tensión fronteriza austral al verse forzado a reorientar su atención hacia la frontera norte, en razón del conflicto que finalmente se desencadenó en mayo de 1865 al invadir y ocupar el ejército paraguayo la ciudad de Corrientes y el nordeste argentino, lo que derivó en una prolongada y sangrienta guerra, en la que también intervinieron Brasil y Uruguay, y que se conocería como Guerra del Paraguay o Guerra de la Triple Alianza. En los siguientes años Chile pudo, en soledad, consolidar su soberanía en el Estrecho de Magallanes e irradiar su influencia en la región austral gracias a la posesión del único centro urbano sobre ese vital paso marítimo, lo que finalmente se ratificaría en el tratado argentino-chileno de 1881 que definió la frontera en el sur del subcontinente.

## Antecedentes
El Estrecho de Magallanes es un brazo marino que, al conectar los océanos Pacífico y Atlántico, separa el extremo austral del bloque continental de Sudamérica (la Patagonia) del archipiélago de Tierra del Fuego, márgenes norte y sur del mismo, respectivamente. En las primeras décadas del siglo XIX, la región que enmarca esta vía marítima era aún tierra exclusivamente habitada por indios tehuelches o patagones, mejor definidos regionalmente con el etnónimo: aónikenk. En los siglos anteriores la Corona española había fracasado en sus intentos por formar allí una colonia propia, como por ejemplo, la Ciudad del Rey Felipe, actualmente conocida como Puerto del Hambre. Las mayores potencias europeas (franceses y británicos) ambicionaban fundar en sus riberas establecimientos coloniales, para asegurarse la llave de ese paso interoceánico, el cual, con el advenimiento de la propulsión a vapor, adquiría un renovado valor, al ahorrar los inconvenientes que presentaba el transitar de un océano a otro mediante la ruta del paso de Drake, doblando el cabo de Hornos. Ya en los mapas editados en Europa (fuera de España) se presentaba frecuentemente a toda la Patagonia como un territorio aparte, sin dueño o res nullius, ergo, preparando el terreno para su posible arrebato a la corona española, y más todavía, luego de los movimientos independentistas, a los países formados a partir colonias con derechos en la Patagonia, los que poseían menor posibilidad militar de repeler la conquista.
Por esa época, dos estadounidenses (Wheelwright y Melton), concibieron el aprovechamiento más intenso del estrecho, el primero mediante el cruce por él de una línea de barcos a vapor y el segundo una empresa de remolcadores para trasladar los buques de vela por esa vía natural en solo 30 horas. 
El presidente chileno Manuel Bulnes creó una comisión encargada de estudiar la factibilidad de asentar en las costas del estrecho una colonia chilena, sobre las posibilidades de la navegación a vapor en el estrecho y sobre lo relativo a los derechos y títulos de propiedad y posesión. Estaba integrada por el que luego sería intendente de Chiloé Domingo Espiñeira, Diego Antonio Barros y Santiago Ingram. En el dictamen que la comisión expidió sobre el estrecho, se señaló que: 

“Los miembros que suscriben creerían defraudar una parte de la confianza que les ha dispensado V. S. al hacerles este encargo, si no le manifestasen sus dudas en orden á la facultad que puede tener el Ejecutivo, para conceder el privilegio tal cual se pide, para navegar todo el Estrecho, pues este no puede corresponder totalmente a Chile. Están señaladas las Cordilleras de los Andes como los lindes del territorio por parte del Este, y el Estrecho de Magallanes pertenece al país desde dichas cordilleras hasta la boca de Occidente, toca por supuesto a la Confederación Argentina la otra parte, que dominarán los argentinos en cualquier evento con mayor facilidad que lo haría Chile, porque tienen pueblos en Patagonia, tierra colindante con el mismo estrecho. Puede agregarse todavía otra consideración, y es que, sin embargo, de hallarse comprendido en territorio chileno, según los límites del sud al norte que establece el artículo primero de la Constitución política, aquella propiedad aún no se tiene adquirida por la posesión que es, si no el único, por lo menos el más respetable de los títulos que se podrían alegar llegado el caso de una ocupación extraña.”

También tenían idéntica opinión, sobre un estrecho chileno solo acotado a su tramo occidental, el propio general Manuel Bulnes y su ministro de relaciones exteriores Ramón Luis Irarrázaval. Es elocuente el empeño de su gobierno para que se aprobase el tratado suscrito con España en 1841, por el cual la madre patria reconoció la independencia de Chile. En 1846, este tratado fue promulgado con fuerza de ley de la República de Chile. En su negociación, los delegados chilenos insistieron en que se incorpore una cláusula que describiese el territorio que España le cedía a la nueva república, copiándolo del indicado en sus constituciones nacionales, lo que así se hizo: 

Artículo 2º. “En virtud de esta renuncia y cesión, Su Majestad Católica reconoce como Nación libre, soberana e independiente a la República de Chile, compuesta de las provincias y territorios especificados en su Ley Constitucional; a saber, todo el territorio que se extiende desde el desierto de Atacama hasta el Cabo de Hornos, y desde la Cordillera de los Andes hasta el mar Pacífico con el Archipiélago de Chiloé, las islas adyacentes y las de Juan Fernández.”

En dicho artículo, afectaba a la intención de Chile de reclamar soberanía sobre todo el estrecho la frase en que España (concediendo así al pedido chileno) acotó la sesión al territorio “…desde la cordillera de los Andes hasta el mar Pacífico…”. El mismo continuó vigente constitucionalmente hasta que fue suprimido, mediante una reforma, recién en el año 1888.

### La toma de posesión del estrecho por Chile
Teniendo plena conciencia de lo importante que para el futuro desarrollo de Chile constituía el preservar la plena comunicación marítima y el comercio con las potencias atlánticas, era menester que la república asegurase la posesión del Estrecho de Magallanes.

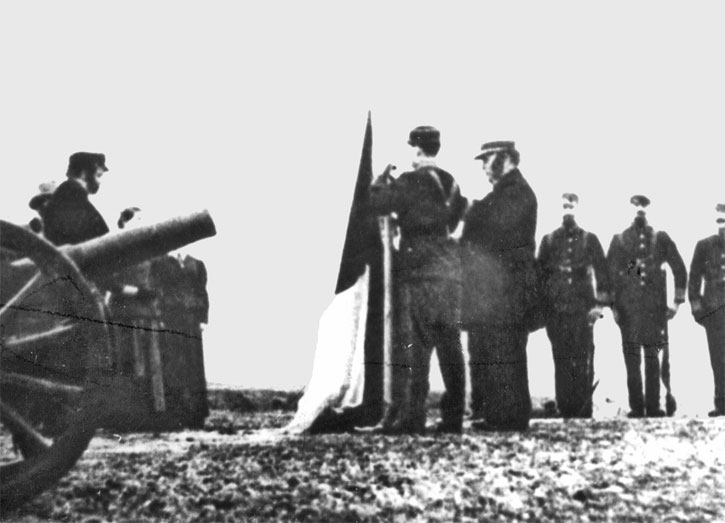
Toma de posesión del territorio de Magallanes, reproducción del hecho.

Para concretar este objetivo, el gobierno del Presidente Bulnes envió una goleta (la “Ancud”) para que en sus costas se tome posesión del mismo al nombre de la república. El intendente de Chiloé Domingo Espiñeira organizó y dirigió las operaciones que fueron ejecutadas por el capitán de fragata John Williams Wilson, quien finalmente realizó la Toma de posesión del estrecho de Magallanes el 21 de septiembre de 1843 en el histórico paraje de Puerto del Hambre, fundando Fuerte Bulnes.
La misma se realizó en parte de la sección oriental, es decir en un sector comprendido entre la cordillera andina y el Atlántico, por lo que desde dicho momento Chile comenzaba a reclamar derechos de posesión en el tramo que se reivindicaba la nación del Plata, si bien el texto indica que la acción colonizadora se realizó respetando los límites definidos en la constitución de Chile vigente en esa época (Andes hasta el Pacífico) 

“…tomamos posesión de los Estrechos de Magallanes i su territorio en nombre de la República de Chile, a quien pertenece conforme está declarado en el artículo, 1° de su Constitución Política,…”

El agregado de “i su territorio” daría posteriormente argumento a los cancilleres chilenos a que el litigio con la Argentina no se limitase solo a las costas del estrecho, por lo que a la posesión chilena ininterrumpida del mismo le otorgaba también la de una superficie tierra adentro mucho mayor, por lo menos hasta el río Santa Cruz.
En ese periodo, la Confederación Argentina (heredera de los territorios nominales del Virreinato del Río de la Plata en la porción sudatlántica del continente) casi ninguna acción soberana podía ejercer en la parte sur de la Patagonia oriental, pues el país estaba sumergido en vicisitudes agobiantes, a raíz de haber sufrido de un ciclo de balcanización anárquica y continuas guerras civiles, la principal era entre los dos partidos políticos (Federales y Unitarios) que luchaban por dirimir bajo qué forma se debía organizar administrativamente el país. A esta problemática se le sumaban conflictos bélicos externos, con Uruguay y, especialmente, con las dos máximas potencias globales unidas: Francia Reino Unido y, las que bloqueaban sus puertos. Recién pudo reclamar formalmente por la toma de posesión chilena del estrecho mediante el oficio del 15 de diciembre de 1847, firmado por el ministro de Relaciones Exteriores, Felipe Arana.

### La fugaz misión anglicana de bahía San Gregorio
La bahía San Gregorio se denomina de este modo en razón del cabo homónimo que la enmarca por el sur, el cual fue bautizado así por el navegante Pedro Sarmiento de Gamboa. El área costera ubicada junto a esta bahía era un tradicional paradero tehuelche de la parcialidad aonikenk, por lo cual los navegantes del estrecho solían contactar en ese paraje a estos indígenas para “cambalachear”, es decir, trueque mediante, adquirir productos de caza (carne fresca, plumas, mantas de guanaco o de chingue -zorrino-, pieles de pumas, zorros, choiques, huevos de este último, etc.) y ganado vacuno y caballar; a cambio daban baratijas, víveres, vestimentas, paños, pañuelos, azúcar, dulces, miel, aguardiente, tabaco, galleta, harina, trigo, porotos, arroz, etc.
Esta presencia aborigen fue acicate para que allí se instalaran -a comienzos de 1845- dos misioneros anglicanos ingleses, Allen Francis Gardiner y Robert Hunt, de la entidad misional Patagonian Missionary Society.
Ambos religiosos, junto con la ayuda del personal de la embarcación que los transportó, el bergantín “Rosalind”, procedieron a levantar la base misionera, compuesta de tres casitas construidas en madera. Al poco tiempo fueron agrupándose en derredor los toldos de los tehuelches. El 18 de marzo de ese año llegaron autoridades puntarenenses a bordo de la goleta Ancud para comunicarles que Chile invocaba soberanía también sobre ese sector del estrecho. Gardiner no se allanó en aceptar los derechos chilenos sobre esa bahía muy al naciente de la cordillera, comunicándole que la Argentina estaba planificando una toma de posesión y ocupación del sector oriental del estrecho, y que eso ocurriría de un momento a otro. A este problema con los chilenos se le estaba sumando en ese momento otro, ya que entre los británicos y los aborígenes se habían generado ciertas rispideces por el escamoteo que habían comenzado a hacer los apostólicos de los regalos que en el comienzo les habían dispensado a los nativos para ganar inicialmente su confianza -y así luego poder redimirlos-. Por ambas razones los padres ingleses decidieron marcharse, aprovechando el paso de la barca inglesa “Ganges”.

## El proyecto de una colonia argentina en el estrecho

Disputa de la Patagonia Oriental, Tierra del Fuego y el estrecho de Magallanes entre Argentina y Chile durante el.

Las constantes dificultades argentinas en el orden interno y externo determinaron que sus protestas a la ocupación chilena del estrecho quedasen solo en el terreno diplomático. Sin embargo, la perseverancia de un argentino patriótico (Luis Piedrabuena) combinada con la inflexible decisión de una tribu tehuelche del estrecho (la de Casimiro Biguá) de sentirse argentinos —en una región donde solo había chilenos—, propiciaron que el vaticinio de Gardiner finalmente se hiciese realidad aunque, por su modestia, no cuajó en una real y efectiva ocupación del territorio magallánico que la Argentina reclamaba para sí. Esto ocurrió por la ausencia de una decidida acción estatal de ese país, en marcado contraste con lo ocurrido en la toma y ocupación chilena, tanto en la determinación del gobierno de esa nación en realizarla, como en el respaldo al resultado obtenido y la disparidad que para cada una de las dos repúblicas representaba el área litigiosa del estrecho: una región vital para su país en la mente de los estadistas chilenos, mientras que en la de los argentinos era una región que mayormente debía ser disputada solo por la proyección que su posesión implicaba sobre la pertenencia de los territorios vecinos (archipiélago fueguino y especialmente la extensa Patagonia oriental); incluso muchos de ellos (por ejemplo Sarmiento o Alberdi) llegaron a promover que la vía marítima debía quedar para Chile por lo esencial que la misma significaba para ese país, hermano de su patria. Igualmente, poco podía hacer la Argentina de presencia soberana austral ya que durante buena parte del siglo XIX su escuadra solo poseyó algunos modestos barcos fluviales. Por el contrario, Chile ejerció dominio en el Pacífico sudoriental durante el siglo XIX gracias a ser una potencia naval a nivel regional. Casimiro Biguá era un antiguo conocido en el asentamiento chileno de Punta Arenas.
En Chile durante el siglo XIX, intelectuales como Miguel Luis Amunátegui con su libro "Historia de las Fronteras de Chile", los 20 tomos de "Historia de Chile desde la prehistoria hasta 1891", de Francisco Antonio Encina y "Estudio histórico sobre el descubrimiento y conquista de la Patagonia y de la Tierra del Fuego" de Carlos Morla Vicuña, sostuvieron que la totalidad de la Patagonia, incluyendo la Oriental, pertenecía por derecho a Chile con base en los documentos de la época del imperio Español.

### La alianza entre Piedrabuena y Casimiro para fundar la colonia argentina

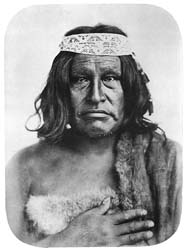
Casimiro Biguá.

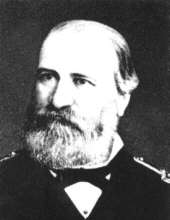
Luis Piedrabuena.

Luis Piedrabuena fue un personaje singular: marino, aventurero, pionero, colonizador, cazador de lobos y pingüinos, rescatista de náufragos, recolector de materiales de naufragios y, especialmente, comerciante, tanto de productos náuticos para los marinos que transitaban el estrecho como de productos de y para los indígenas. Desde 1859 se había establecido en la región austral patagónica, teniendo su base en la isla Pavón, territorio fluvial ubicado aguas arriba del estuario del río Santa Cruz donde tenía su factoría de procesamiento de los productos que derivaban de la captura de pinnípedos. Además, también estaba instalado en Punta Arenas, donde gozaba de buen concepto entre la población, estando al frente allí de una fábrica de aceite y del primer establecimiento comercial privado de la localidad, almacén que ofrecía desde artículos navales hasta venta de alimentos que allí se almacenaban. En correspondencia con la cualidad de su bergantín “Espora” de ser un navío provisto de cañones de guerra, el presidente Mitre le conferiría el grado de capitán honorario de la Marina argentina.
En 1862, el marino trabó amistad con el caciquillo y lenguaraz Casimiro Biguá (también conocido como Casimiro Bivois), en ocasión en que este había llegado a Punta Arenas para comercializar carne de guanaco. El aborigen le propuso a Piedrabuena que visite a él y a su tribu (la cual constaba aproximadamente de entre 300 y 400 personas) en el paradero de la bahía San Gregorio —en la orilla continental del Estrecho de Magallanes—, lo cual aceptó, siendo allí recibido por el cacique Laura.
Casimiro había nacido en la zona de Conesa (Río Negro) en 1819 o 1820. Su padre había muerto en una pelea con un mapuche cuando él tenía alrededor de 2 años. El 3 de marzo de 1829 su madre lo vendió a Francisco Fourmantin, un marino argentino que había sido un corsario francés, y quien crio a Casimiro en el fuerte de Carmen de Patagones, del cual el francés llegó a ser su comandante (entre 1852-54). Se fugó a los 15 años para volver con su gente, a quien terminaría por gobernar años después. Casimiro estaba asentado en el estrecho desde enero de 1849 negociando y entablando relaciones comerciales con Punta Arenas, pero por distintas vicisitudes la relación entre él y las autoridades de la colonia chilena se había dañado, estaba inmersa en una etapa conflictiva.
Tenía dotes diplomáticas y cierto prestigio entre los tehuelches, lo que sumado a su habilidad para componer alianzas y a sus prolíficos lazos de parentesco, albergaba notables expectativas políticas, no solo entre los de su etnia, ya que hablaba fluidamente el castellano y sabía comportarse entre personas “cristianas” como uno más, al igual que lo hacía entre los indios. Asimismo, mantenía buenas relaciones con los colonos de las islas Malvinas así como también con europeos, principalmente británicos.
Durante la visita a San Gregorio, Piedrabuena obsequió a Casimiro el pabellón argentino de su barco, el otrora «Nancy», al cual había cambiado su nombre por el de “Espora”, en homenaje a un marino connacional.
Ambos concordaron en que el oriente del estrecho debía corresponderle a la soberanía de la Argentina.
En 1863, Piedrabuena arriba nuevamente a la abrigada bahía de San Gregorio (un lugar que constituía su obsesión) protegida por la serranía de San Gregorio (de alrededor de 200 metros de altura) y donde abundaba la caza. Allí tuvo su segundo encuentro con Casimiro, ahora este último con el título de Cacique. El marino le narró al tehuelche su idea de crear en la misma San Gregorio una colonia de su país, la cual contrapesara la que Chile estaba desarrollando en Punta Arenas, esa idea contó con el apoyo entusiasta de Casimiro.
Por esta razón, a fines de 1864, Casimiro acompañó a Piedrabuena en viaje de navegación a la ciudad de Buenos Aires para ser presentado a las autoridades nacionales y hacerles conocer a estas la adhesión indígena a la causa de la república, negociando un tratado que sea beneficioso para ambas partes (el estado argentino y los tehuelches). 
En su propuesta se detallaba que se haría una: 

“…posesión del territorio y puerto de San Gregorio en el estrecho (…) a nombre del Gobierno Argentino; que si el gobierno lo autoriza para verificarlo, con todas las fuerzas indígenas de que dispone, hará respetar el pabellón y el territorio”; que “para dar principio al pueblo que pretende formar, sólo precisa que el Gobierno lo auxilie con los útiles para construir sobre el puerto una casa de madera suficiente para la instalación de él y su familia”.

El presidente argentino, Bartolomé Mitre, nombró a Casimiro “Cacique General de San Gregorio” y prometió enviar la ayuda requerida. El gobierno argentino le otorgó a Doroteo Mendoza el grado de capitán de Guardias Nacionales y lo designó para que sea el asesor-secretario del cacique Casimiro.
Al regresar al estrecho, Casimiro demostró un gran apego a la causa argentina, comenzando a realizar actos de presencia soberana en la zona. En entrevista con el gobernador de Punta Arenas en 1865, le manifestó su virtual desconocimiento de la jurisdicción de Chile sobre el territorio patagónico oriental, mostrándole que actuaba no como tehuelche sino como una autoridad argentina, al hacerle ver que recibía paga de parte de las autoridades del Plata y que poseía un alto grado militar. El cacique fue definitivamente ganado, mediante dádivas, honores y agasajos, para la causa argentina.

“Es verdad, señor gobernador, soy argentino y digo a usted que soy el jefe principal de las costas patagónicas hasta las puntas de las cordilleras de los Andes, pues soy jefe nombrado por mi Excelentísimo Gobierno Nacional de la República Argentina, que es el que me ha dado mis títulos para que me haga respetar por todas partes de mi pampa”.

 El gobernador le contestó que si le respondía que en realidad se sentía chileno le daría 9 onzas de oro como pago por servicios, pero Casimiro le indicó que no sería posible porque él “no era chileno, sino argentino”.
Casimiro esperó en San Gregorio infructuosamente al barco con los materiales. Ante la posible decisión del gobernador de Punta Arenas de extender el dominio de la colonia magallánica hasta el río Santa Cruz, Piedrabuena le pidió al cacique que abandone la bahía y traslade a toda su tribu a la isla Pavón. Casimiro reunió a sus huestes desde dos núcleos, uno en las pampas y otro, en enero de 1865, en San Gregorio; ambos grupos se unieron en un punto denominado Comlel (esta denominación corresponde a Coy-Inlet) y finalmente marcharon hacia la isla, a donde arribaron el 14 de febrero, asentando a la vera del río sus chozas, para continuar esperando allí el barco que traería los insumos para levantar el poblado magallánico.
En ese mismo año, llega una partida de indígenas a Punta Arenas, antiguos conocidos del gobernador, portando una bandera argentina (hasta esa ocasión habían ingresado con la chilena). El representante chileno, molesto por el incidente, les manifestó que no les seguiría permitiendo la entrada a la colonia con aquella bandera, y pidiéndoselas, les entregó a cambio la bandera chilena, diciéndoles que es «otra más bonita». Estos de inmediato las hicieron flamear en sus toldos.
Un año después, aún Juan Cornell continuaba reclamando que se cumpla con el envío de la embarcación con los materiales, incluso ofreció un navío particular, para que no represente costo alguno para el estado. El caso es que el gobierno argentino tenía los ojos y energías puestos en la frontera norte, y ya enfrascada la Argentina en la guerra contra el Paraguay, sus dirigentes estaban persuadidos de que sería un grave error generar un nuevo foco de conflicto con el país del oeste. Entre tanto, el secretario de Casimiro, Doroteo Mendoza, pereció extrañamente a manos de un cacique, en el viaje de regreso.
En mayo de 1865 Casimiro regresó de las pampas e invernó en el puerto San Gregorio. El barco que debía traer los materiales prometidos nunca lo hizo. Pasadas las nieves volvieron a las pampas a dar caza a guanacos y choiques.
Piedrabuena y Casimiro aún mantenían vivas las esperanzas de poder concretar el proyecto fundacional, por lo que ambos se mantuvieron pacientemente expectantes, esperando una nueva oportunidad.

### La misión Lastarria
Para intentar convencer a los gobiernos de los países sudamericanos del Atlántico —Argentina, Brasil y Uruguay— que se unan a los del Pacífico —Chile, Perú, Ecuador— en una cruzada contra España debido a la ocupación de territorio sudamericano por parte de esta -en abril de 1864- de las islas peruanas de Chincha, el gobierno del presidente de Chile José Joaquín Pérez Mascayano y su ministro interino de Guerra y Marina Antonio Varas enviaron en misión diplomática a José Victorino Lastarria. Encontrándose este en Buenos Aires, el 10 de febrero de 1865, intentó infructuosamente persuadir al presidente de la Confederación Argentina, el general Bartolomé Mitre, que su país se una a la guerra que estaba ocurriendo del otro lado del continente. El 22 de febrero, además, le presentó a Mitre y a su canciller Rufino de Elizalde una propuesta de arreglo de la cuestión de límites. Por la misma el límite entre la Argentina y Chile se cortaba en el Estrecho de Magallanes por el meridiano de la bahía San Gregorio; hacia el norte esta línea dibujaba un «cuadrilongo» partiendo de bahía San Gregorio hasta alcanzar el paralelo 50°S y desde ese punto corría hacia el poniente sobre él hasta llegar a la intersección del mismo con la cordillera de los Andes. En una segunda propuesta, más ventajosa para la Argentina, del lado continental se formaba un «triángulo» mediante una línea oblicua trazada desde la bahía San Gregorio hasta el punto de intersección de la cordillera andina con el paralelo 50°S. En ambas, la sección desde la bahía San Gregorio hasta el Atlántico quedaba bajo el poder de la Confederación Argentina.
En el memorándum del 22 de febrero de 1865 por el cual Lastarria dio cuenta a su superior jerárquico -Álvaro Covarrubias Ortúzar- y a la cancillería, sobre la proposición de límites, se empeñó en las ventajas que dividir al estrecho en esa bahía significaban para Chile: 

“La transacción sería ventajosa para nosotros porque no son sostenibles nuestros títulos a la Patagonia, y aunque lo fueran, no debemos hacernos ilusiones creyendo que aquella extensión sea otra cosa que tierras primitivas, incultivables y de todo punto ingrata a los hábitos y aspiraciones de la industria. Nuestro límite en el Estrecho hasta la bahía Gregorio nos deja en él una extensión necesaria y aún mayor que la que necesitamos, para nuestra seguridad y para la ocupación de nuestro territorio austral…”

Su propuesta fue desestimada por los mismos gobernantes chilenos. La respuesta de los representantes argentinos fue con evasivas, prefiriendo estudiar mejor la materia, o dudando si no sería mejor definir el contencioso por medio de un arbitraje. Pero Mitre capitalizaría la misma al otorgarle nuevos bríos al proyecto de colonización argentina en el estrecho, poblando el paraje propuesto por Lastarria.

### Piedrabuena y el segundo viaje de Casimiro
A bordo del cúter inglés “Themis”, Casimiro realizó un segundo viaje a Buenos Aires en el otoño austral de 1866. En esa ciudad se reencontró con Piedrabuena. Para esa época, Mitre, luego de la negociación entablada con Lastarria, estaba más inclinado a considerar posible el viejo anhelo del marino austral, de desarrollar una población estable en la bahía al pie de los cerros de San Gregorio, donde residiría una pequeña fuerza militar acompañada de la tribu de Casimiro, que para ese entonces contaba con entre 300 y 400 personas, más armamento y unos 1000 caballos. 
Primero entrevistaron a Juan Cornell, el encargado de atender a las tribus amigas. Este, el 23 de junio de 1866 elevó un informe dirigido al ministro de Guerra y Marina de Mitre, el coronel Julián Martínez. Finalmente el marino y el cacique lograron entrevistarse con el propio presidente del país, Bartolomé Mitre, quien se mostró muy interesado y prometió brindar toda la ayuda que se precise para hacer realidad el poblamiento argentino del estrecho.
El 5 de julio de 1866 se firmó en el palacio del gobierno nacional en la ciudad de Buenos Aires, el “Tratado de Paz con las Tribus Tehuelches”, un acuerdo entre el gobierno nacional de la Argentina, representado por el vicepresidente de la República Marcos Paz (Mitre ya estaba al frente de las tropas en la guerra del Paraguay) y los aónikenk (representados por el cacique Casimiro Biguá –como portavoz de su tribu y las de los caciques Criman, Guimosque, Yonzon, así como otros jefes de tribus patagónicas, comprendidas entre el río Chubut y el estrecho–.
Por virtud de este tratado, los tehuelches, por haber nacido en los territorios en los cuales la Argentina reclamaba soberanía, 

“…reconocen por su gobierno al nacional argentino, se declaran súbditos y obedecen como tales a las autoridades de su dependencia en [Carmen de] Patagones”. (…) “…no reconocen como territorio chileno el territorio que ocupa hoy la actual Colonia Chilena en Punta Arenas”. Por su parte, Argentina se comprometió a enviar “…un regalo compuesto de artículos para vestuarios y de consumo, al mismo tiempo que le entregará…” (…) “…las armas y municiones que el expresado Cacique ha pedido.” Cada 6 meses se les entregarán “…10 tercios de yerba Paranaguá, 6 barriles de azúcar terciada, 40 arrobas de galletas, 40 arrobas de porotos, 40 arrobas de harina de trigo, 20 arrobas de arroz, 20 arrobas de grasa de vaca, 4 rollos de tabaco, 4 resmas de papel, 2 barriles de vino, 2 barriles de aguardiente, 4 piezas de paño de la estrella para mantas, 100 calzoncillos y 100 camisas.” Y se les obsequiará “…cada fin de año 100 yeguas al corte, 100 cabezas de ganado vacuno al corte y 500 ovejas al corte”. A Casimiro, por resguardar las costas y el territorio patagónico argentino, se lo reconoció como cacique principal, con suelo de “…mil pesos por mes (…) y un vestuario de Cacique cada año”. (…) …“a los caciques Yonzon y Sam, hijo del cacique Casimiro, se les asignan “cuatrocientos pesos mensuales a cada uno…” y “…un vestuario de capitanejo cada año”. “Declaran asimismo que han resuelto él [Casimiro] y sus Gefes formar un Pueblo ó colonia con sus propias tribus en el lugar denominado Puerto San Gregorio, al cual le llamarán: «La Argentina», admitiendo y subordinándose él y sus Gefes al Comandante Político Militar que el Gobierno Nacional mandase para gobernar dicho Pueblo, y recibirán misioneros que les enseñen la Religión Cristiana. El Cacique Don Casimiro pondrá en práctica la fundación del mencionado Pueblo tan luego como regrese á su destino llevando los útiles que el Gobierno le dé para construir la primera casa de madera que servirá para su residencia y la de los demás Casiques en el mismo Puerto, y enarbolarán en ella el pabellón Argentino”.

Este proyecto se denominó “Comisión Exploradora de la Patagonia”. Al título de “Cacique General de San Gregorio”, otorgado por Mitre en el primer viaje, este lo elevó a coronel del Ejército Argentino, entregándole un sello metálico demostrativo de su cargo.
Nuevamente el barco con la tropa y los materiales no fue enviado por el gobierno con sede en Buenos Aires. Es que las dificultades que aquejaban al país y al presidente Mitre (designado por los tres países general en jefe para estar al frente de las tropas del ejército aliado contra el Paraguay) lo mantenían alejado de los reclamos argentinos en la lejana Patagonia. Al año siguiente, Casimiro junto con el cacique Cuiman aún esperaban en San Gregorio el barco con los sueldos y provisiones prometidos por las autoridades para la fundación del emplazamiento argentino.

### Último intento de Piedrabuena
Dejando el pailebot “Julia” —de 20 toneladas— estacionado en bahía San Gregorio, Luis Piedrabuena viajó otra vez a Buenos Aires a bordo de la goleta “Espora”, arribando en mayo de 1868, llevando el propósito de contraer nupcias. Antes de la boda, y gracias a los buenos oficios que hiciese Manuel Eguía -quien estaba vinculado con el gobierno nacional argentino-, logró nuevamente convencer de la utilidad económica y geopolítica que redundaría para el país el reactivar el proyecto de establecer una colonia y guardia militar permanente en San Gregorio, además de efectuar la instalación de una baliza de ayuda a la navegación en la entrada oriental del estrecho de Magallanes (sobre el elevado acantilado de cabo Vírgenes) donde pensaba que podía construirse allí un albergue para una pequeña fuerza militar, amén de ser un núcleo que marque el comienzo para una población argentina en la región magallánica. Mitre volvió a brindar su apoyo nominal, ofreciendo proporcionar los materiales para llevar a cabo la fundación y una tropa para la futura guarnición.
Sin embargo, Piedrabuena esperó inútilmente dos meses y medio en Buenos Aires, hasta que consiguió entrevistarse con el sucesor de Mitre en la presidencia, Domingo Faustino Sarmiento; el resultado del encuentro afectaría hondamente al marino.
Piedrabuena escribió un memorándum donde deja constancia de la respuesta que recibió su pedido brindada por el presidente Sarmiento. El sanjuanino: 

“Dijo que no teníamos marina, que costaba mucho mantener un buque de guerra, que estábamos muy pobres y que ese territorio era desierto; que debíamos concentrarnos, porque ese territorio más bien les convenía a los chilenos por ser el paso para el Pacífico; y que si poblaba con la guardia proyectada, tendrían que vivir como perros y gatos con los chilenos; y por último que no había gente que darme. No me dijo que fuera, ni que me quedara; pero que procediera con prudencia con las autoridades chilenas”.  Memorándum escrito en Buenos Aires, el 13 de enero de 1872, “sin tener a la vista mi diario, guiándome sólo de mis recuerdos.”

Los elementos materiales proporcionados por el gobierno, baliza, enceres de construcción, víveres, etc., finalmente le fueron embarcados en el pailebote "Espora", pero no sucedió lo mismo con los 20 soldados prometidos para la guardia magallánica.
Pero Piedrabuena no se desalentó, de modo que, prescindiendo del apoyo oficial, zarpó sobre su frágil embarcación desde Buenos Aires hacia las regiones australes el 26 de octubre de 1868, con el propósito de realizar por su propia cuenta la ocupación de la bahía San Gregorio para su país, faena que quedaba así reducida a sus propios recursos humanos. 

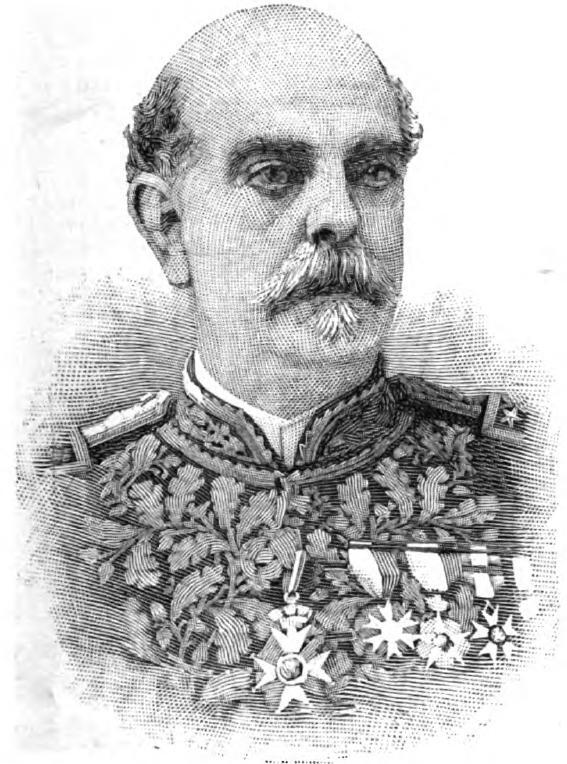
Óscar Viel y Toro.

La navegación fue tortuosa a causa de las tormentas que lo acompañaron sin cesar. Primero recorrió su factoría de la isla de los Estados y luego la de la isla Pavón, para finalmente poner rumbo a Punta Arenas. Recién pudo fondear el “Espora” en el puerto de Punta Arenas en febrero de 1869. Durante ese año trabajó en la isla de los Estados. Finalmente se embarcó, junto con G. H. Gardener y otros dos hombres, hacia el estrecho. Intentó hacer tierra en la entrada del mismo para colocar la baliza, pero furiosos temporales se lo impidieron, por lo que pone rumbo nuevamente hacia Punta Arenas. Al día siguiente de arribar, fue visitado por el gobernador, el capitán de corbeta de la Marina de Chile Oscar Viel y Toro, quien le recomendó que “no pueble esa colonia, espere una resolución diplomática entre ambos gobiernos para conservarse en amistad” previniéndole que también estaba autorizado para prohibirla, contando con “artillería” para imponer su propósito; del mismo modo le notificó que de igual manera procedería con la señal lumínica que el argentino pensaba instalar en la entrada oriental del estrecho.
Piedrabuena en un primer momento cedió ante la seria advertencia de la autoridad chilena sin insistir en sus objetivos, sin embargo, a los pocos días zarpó con destino a la bahía de San Gregorio, a donde llegó en marzo de 1870, con los buques “Espora” y “Julia”. En la ribera de la bahía, Piedrabuena hizo erigir una casilla de madera destina a “observatorio”, con el propósito aparente de facilitar el comercio con los tehuelches y la intención real de echar las bases de la fundación de una colonia. Advertido Viel, este ordenó desarmar la construcción y obligó al marino argentino a retirarse del paraje. Ante la posibilidad de que la baliza que pensaba erigir sea destruida por la artillería de las naves chilenas, tomó la decisión de depositarla en la isla Pavón hasta recibir una autorización oficial de las autoridades argentinas, algo que finalmente nunca ocurrió ya que estas querían evitar un conflicto con Chile.
Al poco tiempo, desde isla Pavón, Piedrabuena regresó a San Gregorio, sorprendiéndose de ver que los chilenos no habían poblado aún ese puerto que tanto lo obnubilaba. Allí se entrevistó con Casimiro, a quien le advirtió que esté atento ante próximos movimientos de las autoridades puntarenenses.
Piedrabuena, contrariado por la previsible hostilidad que ya sufría en Punta Arenas, y las actitudes de permanente rechazo al proyecto que recibió por parte de la sucesión de gobernantes que administraron su país, escribió a un amigo sobre su pesar: 

“Como argentino, me es muy bochornoso tener que observar impasiblemente todos los avances de los chilenos en este pedazo de suelo de mi patria, que parece que el gobierno abandona a sus pretensiones” (...) “Si yo tuviera instrucciones por escrito y no verbales, no sería yo ni mis patagonenses los que abandonaríamos la bahía de San Gregorio sin lograr nuestros intentos. Por estas y otras cosas voy siendo en la colonia el blanco de las hostilidades de los chilenos, que no cesan de perseguirme; y como si con mi persona no tuvieran suficiente, también se ensañan con los intereses que tengo en la colonia. Su política es buscar mi ruina para que de este modo me atemorice y me aleje de estos parajes” (...) “esto no lo conseguirán mientras sienta correr en mis venas sangre argentina. Yo no aspiro a nada, sólo quiero tener en mi conciencia la satisfacción de haber cumplido como el más honrado de los argentinos, lo que tal vez algo les valga en el día de mañana a mis hijos.”

Así terminó su sueño quimérico de establecer una colonia argentina en el Estrecho magallánico.

### Muerte de Casimiro
El temor de los tehuelches a la invasión por el norte de la Patagonia de los mapuches liderados por Calfucurá (a los que asociaban con Chile por su origen en la Araucanía) facilitó su apoyo al gobierno argentino. De allí que en un parlamento realizado el 3 de noviembre de 1869 en el valle del arroyo Genoa, varios caciques, entre los que destacaban Orkeke y Hinchel, eligieron a Casimiro como "jefe principal de los Tehuelches", poniéndose a su disposición y prometiendo apoyo a la población de Carmen de Patagones en caso de un malón mapuche.
Hacia 1874, el cacique Casimiro muere a consecuencia del alcoholismo, y con él, termina finalmente la influencia que intentó ejercer la Argentina en el estrecho de Magallanes, ya que todos los caciques tehuelches (Olki, Sámel, Kaile, Cholpa, etc.) juraron fidelidad a Chile, incluso el hijo de Casimiro, el cacique Papón, y a todos ellos el estado de Chile les asignó sueldos y raciones de víveres, al igual que el estado Argentino hizo con Casimiro cuando estuvo vivo. Luis Piedrabuena permaneció en la Patagonia austral hasta mediados de 1875, cuando se radicó definitivamente en Buenos Aires, donde murió el 10 de agosto de 1883, con apenas 49 años; en 1878 había muerto su esposa, a la edad de 41 años, víctima de tuberculosis pulmonar, contraída durante los crudos inviernos australes.   
Finalmente, mediante el Tratado de 1881 entre Argentina y Chile, los representantes de ambos países acordaron los límites de las soberanías respectivas en los territorios australes, finalizando así el litigio entre ambas naciones sobre el estrecho, quedando la bahía de San Gregorio y la totalidad del estrecho de Magallanes bajo potestad de Chile a perpetuidad.